# Ministerium Windisch-Grätz

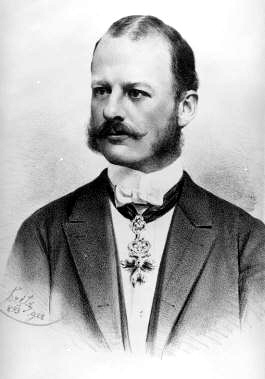
Alfred Fürst zu Windisch-Grätz war zwischen 1893 und 1895 Ministerpräsident Altösterreichs

Das Ministerium Windisch-Grätz wurde am 11. November 1893 von Ministerpräsident Alfred Fürst zu Windisch-Grätz in Cisleithanien gebildet, eine vor allem im Beamtentum und bei Juristen gebräuchliche inoffizielle Bezeichnung für den nördlichen und westlichen Teil Österreich-Ungarns. Es löste das Ministerium Taaffe II ab und blieb bis zum 19. Juni 1895 im Amt. Daraufhin folgte das Ministerium Kielmansegg.
Der Außenminister, der Kriegsminister und der gemeinsame Finanzminister gehörten diesem Kabinett nicht an. Siehe k.u.k. gemeinsame Ministerien.

## Minister
Dem Ministerium gehörten folgende Minister an:
| Amt                             | Amtsinhaber                    | Beginn der Amtszeit | Ende der Amtszeit |
| ------------------------------- | ------------------------------ | ------------------- | ----------------- |
| Ministerpräsident               | Alfred Fürst zu Windisch-Grätz | 11. November 1893   | 19. Juni 1895     |
| Ackerbauminister                | Julius von Falkenhayn          | 11. November 1893   | 19. Juni 1895     |
| Handelsminister                 | Gundaker Wurmbrand-Stuppach    | 11. November 1893   | 19. Juni 1895     |
| Kultus- und Unterrichtsminister | Stanisław Madeyski-Poray       | 11. November 1893   | 19. Juni 1895     |
| Finanzminister                  | Ernst von Plener               | 11. November 1893   | 19. Juni 1895     |
| Innenminister                   | Olivier Marquis de Bacquehem   | 11. November 1893   | 19. Juni 1895     |
| Justizminister                  | Friedrich von Schönborn        | 11. November 1893   | 19. Juni 1895     |
| Minister für Landesverteidigung | Zeno Welser von Welsersheimb   | 11. November 1893   | 19. Juni 1895     |
| Minister ohne Geschäftsbereich  | Apolinary Jaworski             | 11. November 1893   | 19. Juni 1895     |